# Lenińskie osiedle wiejskie
Leninskoje (ros. Ленинское сельское поселение) – jednostka administracyjna wchodząca w skład rejonu poczinkowskiego w оbwodzie smoleńskim w Rosji.
Centrum administracyjnym osiedla jest wieś (ros. деревня, trb. dieriewnia) Łuczesa.

## Geografia
Powierzchnia osiedla wynosi 194,04 km².

## Historia
Osiedle powstało na mocy uchwały obwodu smoleńskiego z 28 grudnia 2004 r., a uchwałą z 20 grudnia 2018 z dniem 1 stycznia 2019 w granicach osiedla wiejskiego Leninskoje znalazły się wszystkie miejscowości zlikwidowanych osiedli wiejskich: klimszczińskiego, strigińskiego i szmakowskiego.

## Demografia
W 2020 roku osiedle wiejskie zamieszkiwało 2160 osób.

## Miejscowości
W skład jednostki administracyjnej wchodzi 57 miejscowości: Ablezki, Ananjino, Aniakowo, Baranowka, Bielik, Biełoje, Bierdibiaki, Biesiszczewo, Bobynowo, Bojady, Bor, Borok, Borowka, Borowskoje, Byrkowka, Charinka, Chmara, Chmorka, Czernawka, Dokudowo, Garbuzowka, Gorodok, Iwanowka, Klimszczina, Kononowo, Krasiłowka, Kukujewo, Łuczesa, Ługowatoje, Marjino, Mawrinskoje, Nikulczino, Olgowka, Pawłowo, Pietriszczewo, Pirkowo, Podborje, Podmostki, Ptachino, Putiatino, Radyszkowo, Rudnia, Sałowka, Sielco, Siergiejewo, Stańkowo, Stomiatskoje, Strigino, Szmakowo, Szpunty, Szumajewo, Szyłowka, Tieriechowszczina, Tiuri, Tołpieki, Urubok, Wiesiełowka.